# Menon (Satrap)
Menon (altgriechisch Μένων; † 325 v. Chr.) war ein Soldat und Statthalter Alexanders des Großen.
Im Jahr 330 v. Chr. wurde Menon von Alexander zum Satrapen der Provinz Arachosien ernannt. Ihm wurden dabei 4.000 Infanteristen und 600 Berittene als militärische Unterstützung zur Verfügung gestellt. Möglicherweise war er mit jenem Menon identisch der noch vor dem Jahr 329 v. Chr. von Alexander in die südostarmenische Landschaft Syspiritis entsandt wurde, um dort die Goldminen von Kaballa unter Kontrolle zu bringen, dabei aber von den einheimischen Armeniern gefangen genommen wurde. Menon starb im Jahr 325 v. Chr. nach einer Krankheit und wurde durch Sibyrtios im Amt ersetzt.